# 回光通信機
回光通信機（かいこうつうしんき）は、光の明滅による視覚的通信（発光信号）を行う軍用通信機である。うち光源に太陽光の反射を用いるものは、ヘリオグラフ（en）と呼ばれる。これに対して、電球など人工光源を利用する方式は信号灯（en:Signal lamp）と呼ばれる。通信にはモールス符号を用いることが多い。
近代的なヘリオグラフは平面鏡を送光機とし、日光を反射、対向する通信所に送光するように架台に装置されたものである。通信手は側方から隔光板を用いて日光を断続させ、符号を送ることで通信を行う。ただし夜間、雨天などでは通信が不可能で、また不便な点が多かった。そこで、夜間には灯油ランプやアセチレンランプを用いる改良型が開発された。
信号灯は、電球などの光源と、光を遮るブラインドから構成される。ブラインドを開閉操作することで光を明滅させ、対向する通信者に符号を送信する。ただし、ブラインドを持たず、直接に光源を明滅させる方式もある。信号灯は、現在でも船舶などで広く使用されている。

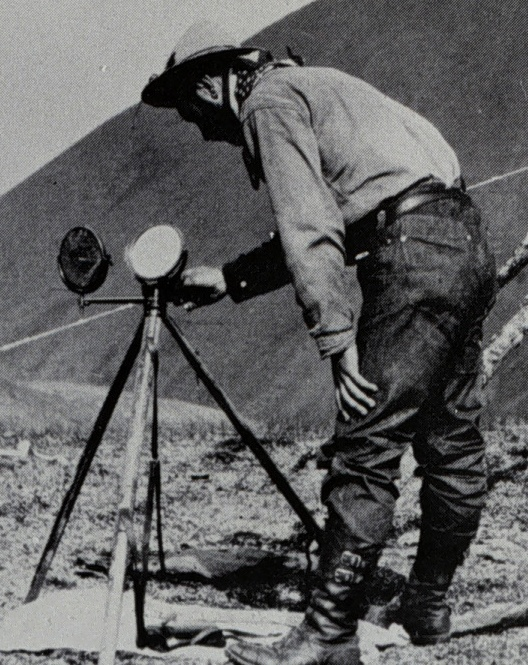
アラスカ州とカナダの国境で使用中のヘリオグラフ（1910年）
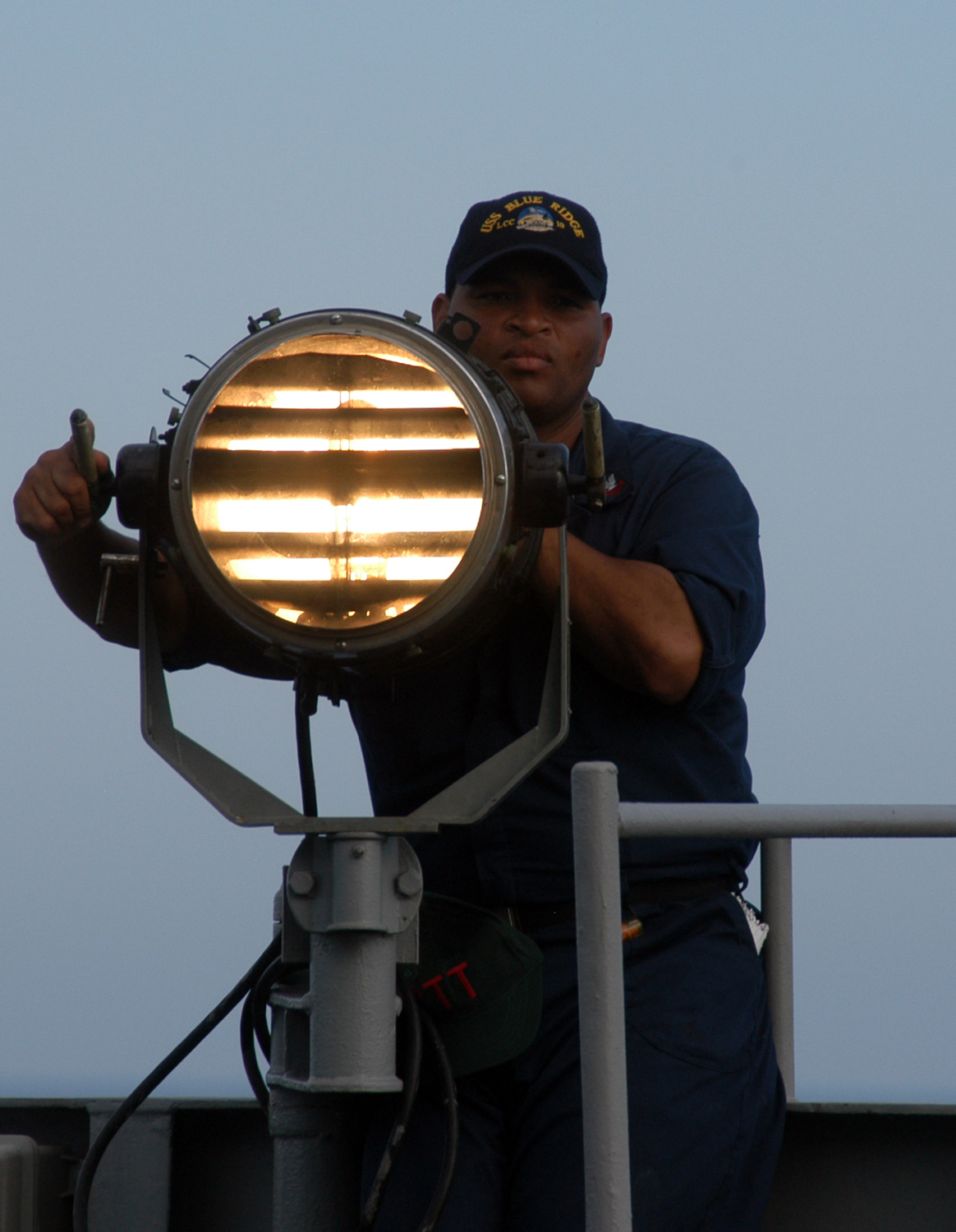
指揮艦ブルーリッジの信号灯。向かって左側にあるレバーを操作することでブラインドを開閉させる。

## 日本軍の回光通信機

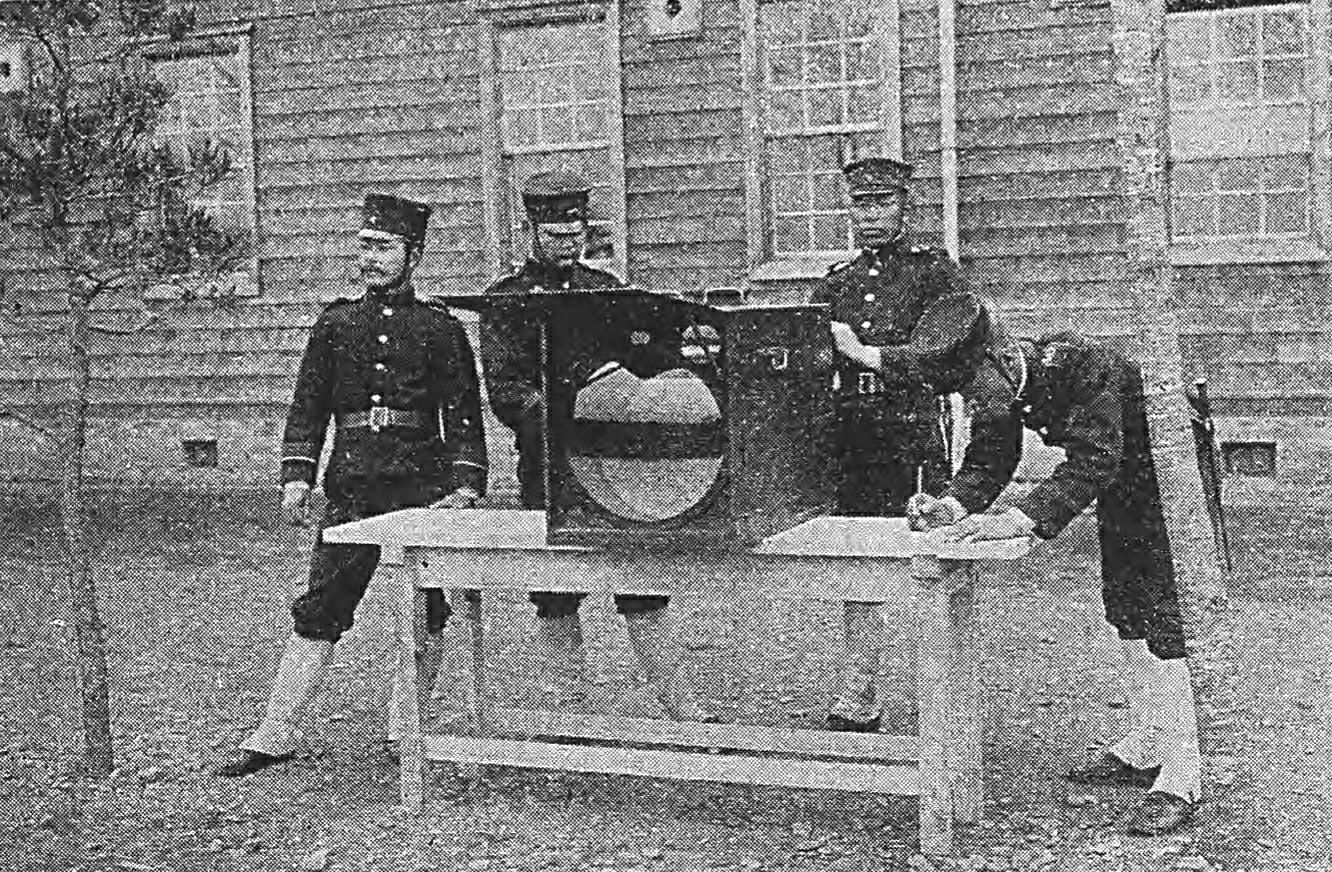
1903年（明治36年）頃に撮影された日本陸軍の回光通信機

日本で最初に採用された回光通信機は、1880年（明治13年）、旧帝国陸軍において軍用電信隊が創設されたときのもので、ヘリオグラフ式のものである。夜間や雨天の運用難のため、1887年（明治20年）、軍用電信隊が解散されるとともに廃止された。
1889年（明治22年）、フランスの工兵将校マンゼンの創意によるガラス式および鏡式の通信機が購入され、一時、工兵隊その他に備付されたことがある。これは日光に加え、灯油ランプを光源とするもので、夜間、雨天でも使用することができたが、これにも不便な点があって、1902年（明治35年）ころまでに廃止された。
日露戦争で回光通信機の重要性が認められ、1907年（明治40年）から、国産品の製造や外国製機の購入などの研究が行われた。そして、1913年（大正2年）から1922年（大正11年）にわたって、10cm、20cm、30cm回光通信機が採用された。いずれも光源は日光およびアセチレンランプである。
その後、光源に電球を使用したものも開発された。